# نداء كثولو
نداء كثولو أو نداء كتولو (بالإنجليزية: The Call of Cthulhu)‏ هي قصة قصيرة للكاتب الأمريكي هوارد فيليبس لافكرافت. كتبت في صيف عام 1926، ونشرت لأول مرة في مجلة حكايات غريبة، في فبراير 1928.

## مُلخص القصة

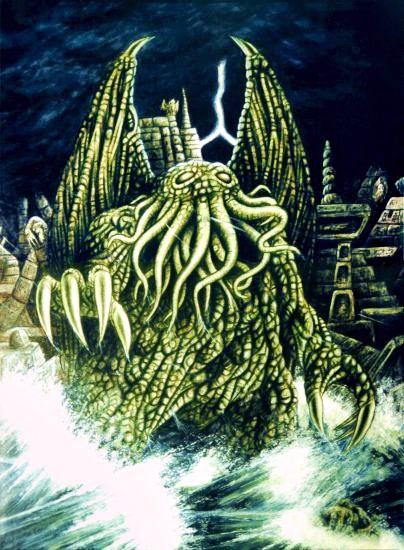
رسم لكثولو كما وصفه لافكرافت 2006

تحكي القصة القصيرة التي نشرت في مجلة "حكايات غريبة" عام 1928 تحت اسم "نداء كثولو" عن كيان شيطاني خبيث حبيس في مدينة غارقة تحت الماء في جنوب المحيط الهادئ تسمّى "رلييه" بينما تحاول بعض الجماعات الدينية تحرير الكيان الشيطاني بممارسة بعض طقوس سحر الفودو، وبترديد نداء بلغة غامضة يقول: ""فنجلوي مجلوناف كثولو رلييه وجاهنانج فتاجن" والذي يفترض أنه يعني "في بيته في رلييه ينتظر كثولو الميت، ويحلم". يمثل  ذلك الكيان الشيطاني مصدر قلق مستمر للبشر، كما تعبده عدد من الطوائف البشرية (في كلّ من نيوزيلندا، وجرينلاند، ولويزيانا، والجبال الصينية) وعددًا من الوحوش الأخرى. تفترض القصة أن مصدر تلك الديانات في الأصل هو صحراء جزيرة العرب حيث مدينة إرم ذات العماد. تؤكد القصة القصيرة على فرضية أن كثولو سيعود في النهاية.

## روابط خارجية
- نداء كثولو على موقع الموسوعة البريطانية (الإنجليزية)